# Sanatorium (skała)
Sanatorium – skała w Wąwozie Ostryszni na Wyżynie Olkuskiej będącej częścią Wyżyny Krakowsko-Częstochowskiej. Jest najbardziej na wschód wysuniętą skałą w grupie skał w tym wąwozie. Wąwozem obok skały prowadzi czarny szlak turystyczny z Imbramowic (nowy cmentarz) do Glanowa.
Sanatorium to zbudowana z twardych wapieni skalistych skała o wysokości do 15 m, ścianach połogich, pionowych lub przewieszonych z zacięciem. Uprawiana jest na niej wspinaczka skalna. Jest 10 dróg wspinaczkowych o trudności od VI+ do VI.1+ w skali Kurtyki. Wszystkie mają zamontowane stałe punkty asekuracyjne – ringi i stanowiska zjazdowe. Skała znajduje się w lesie, ściana wspinaczkowa ma wystawę zachodnią.

## Drogi wspinaczkowe

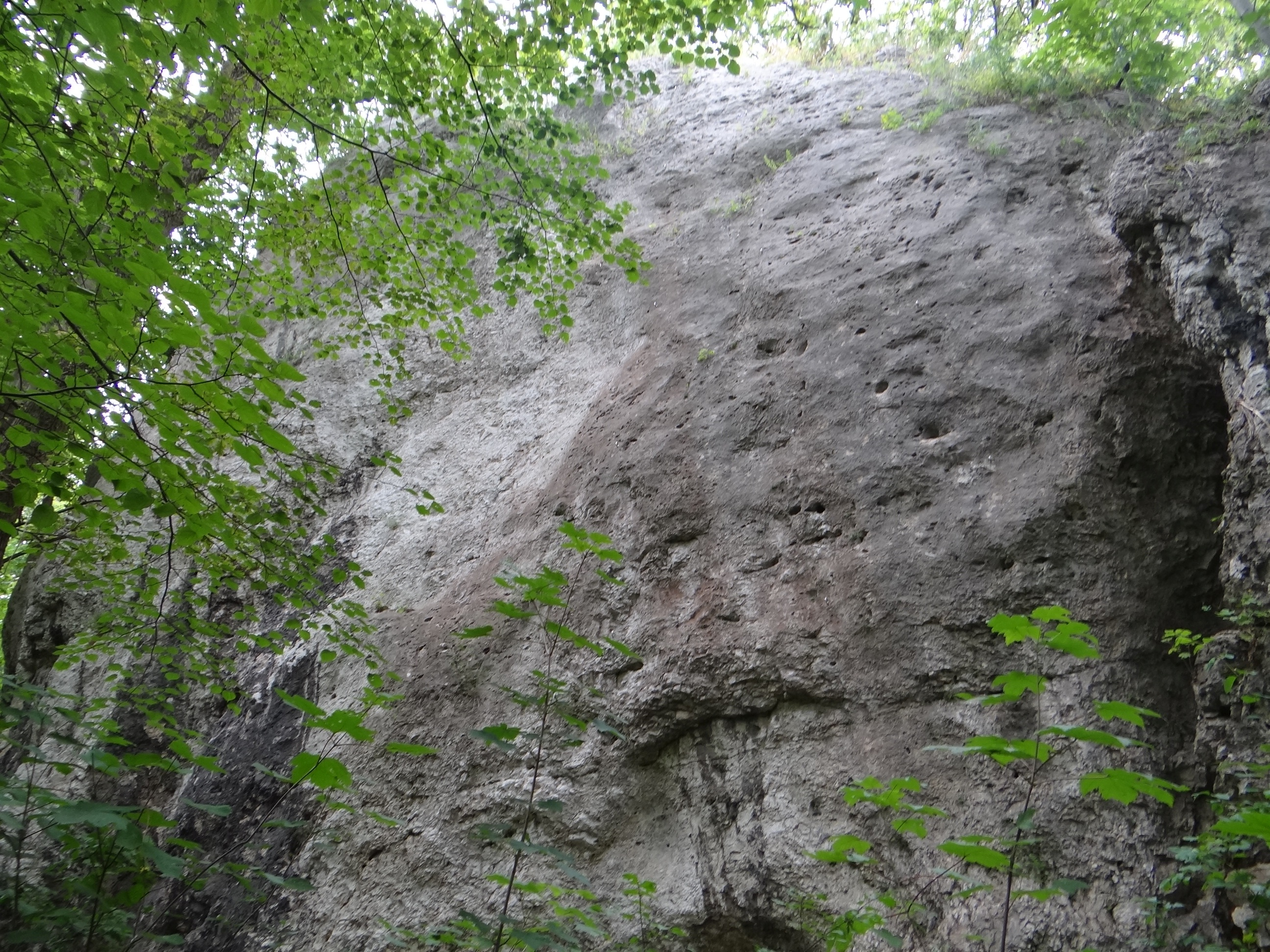
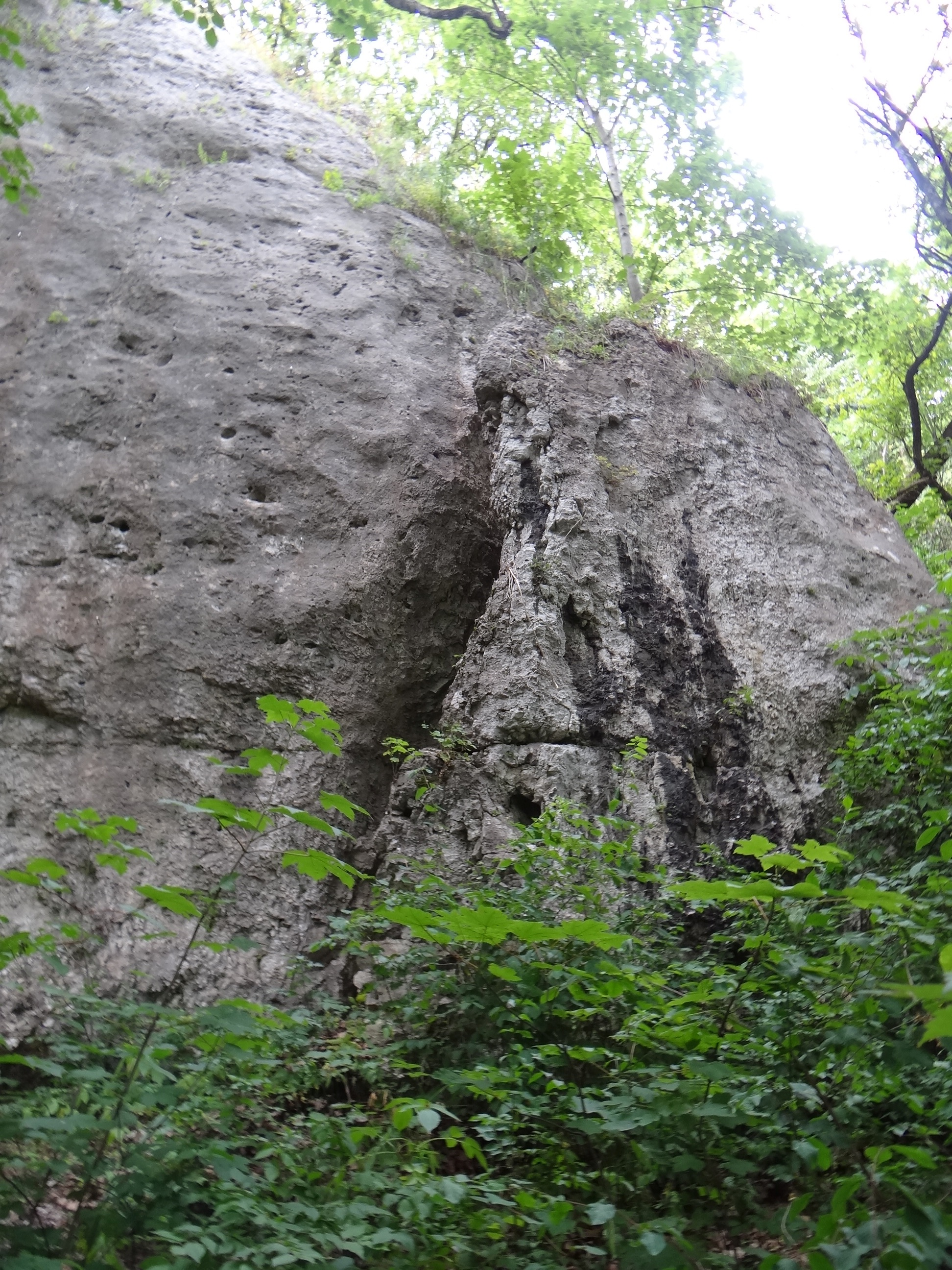
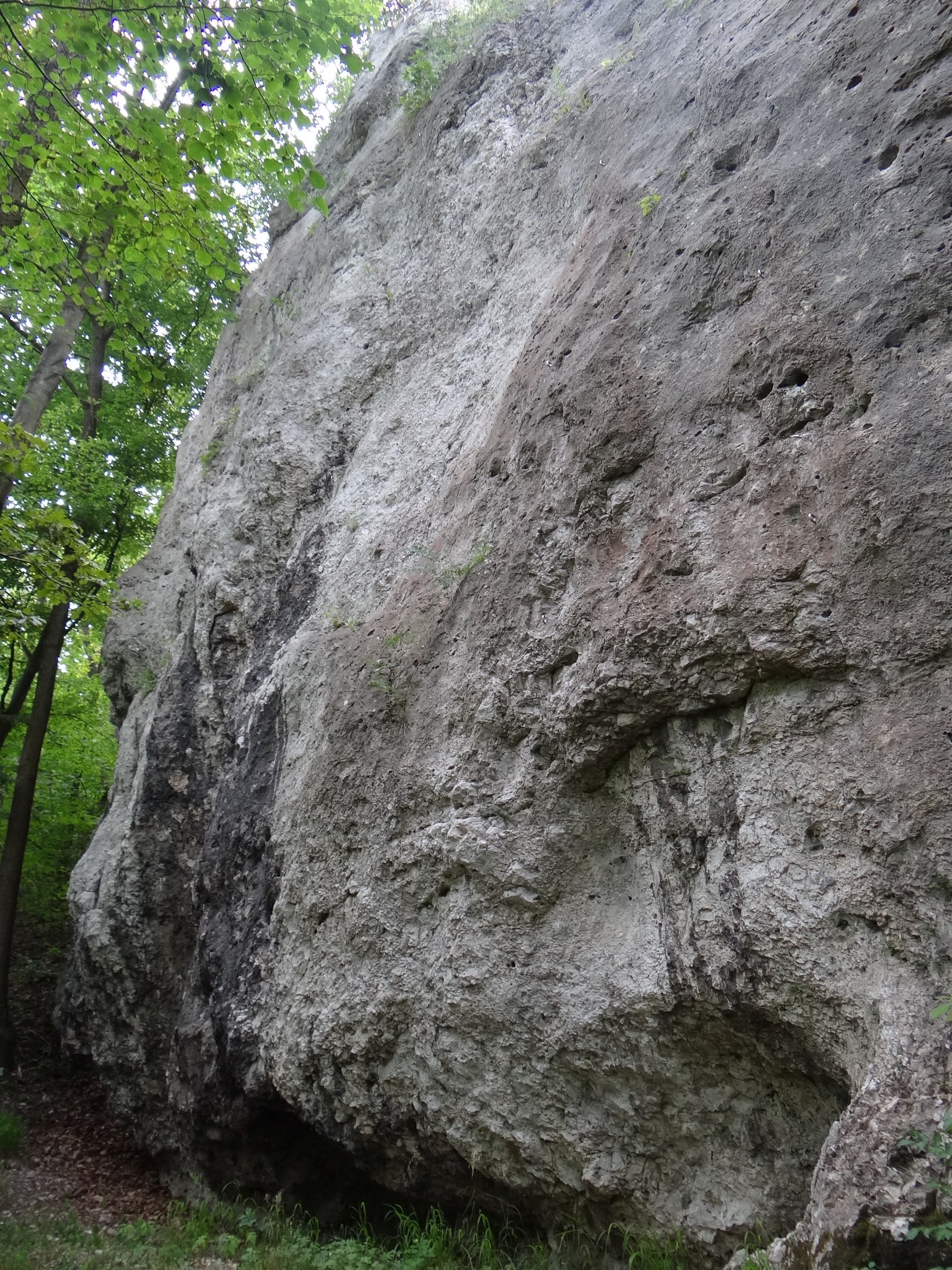
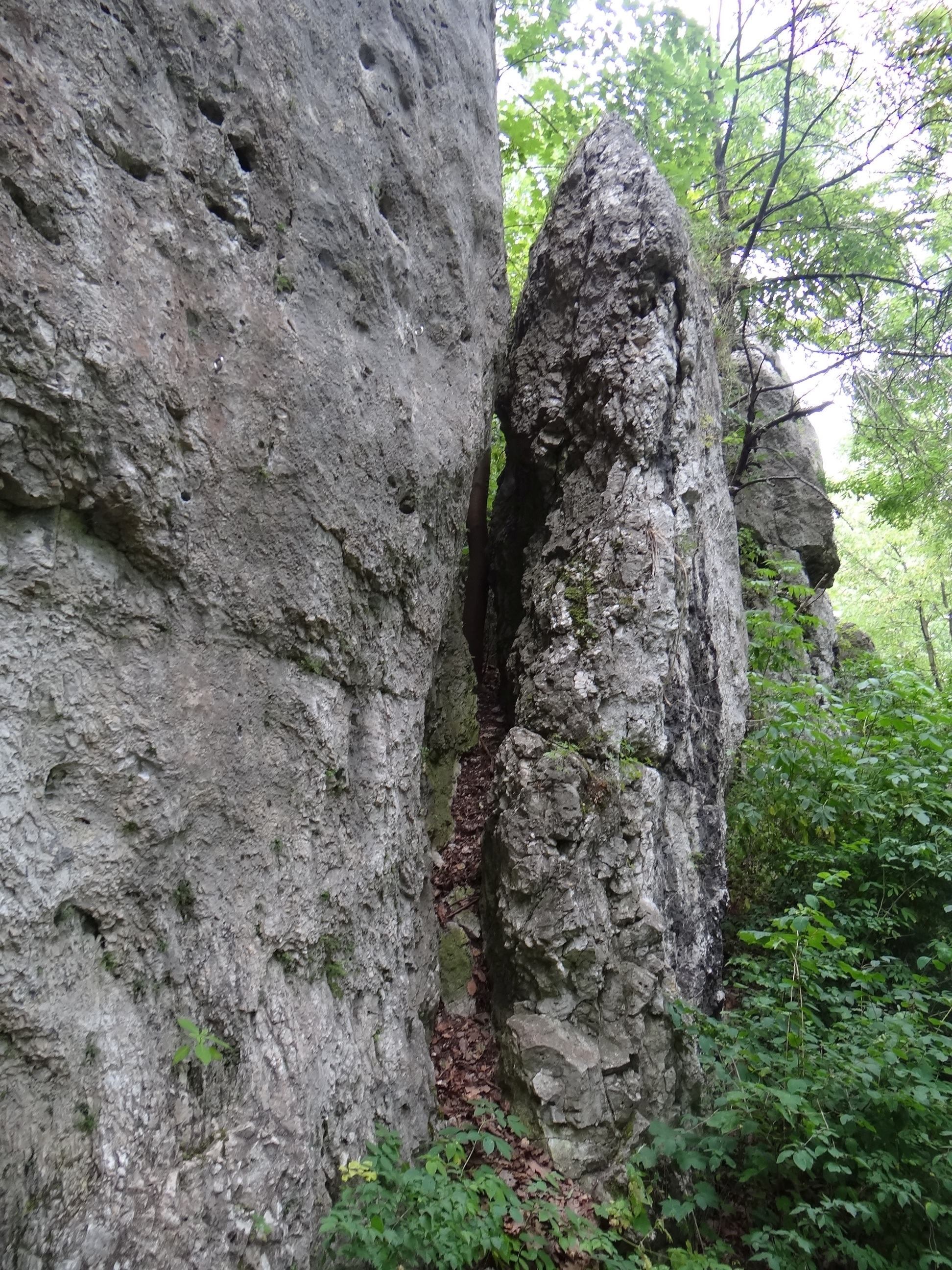
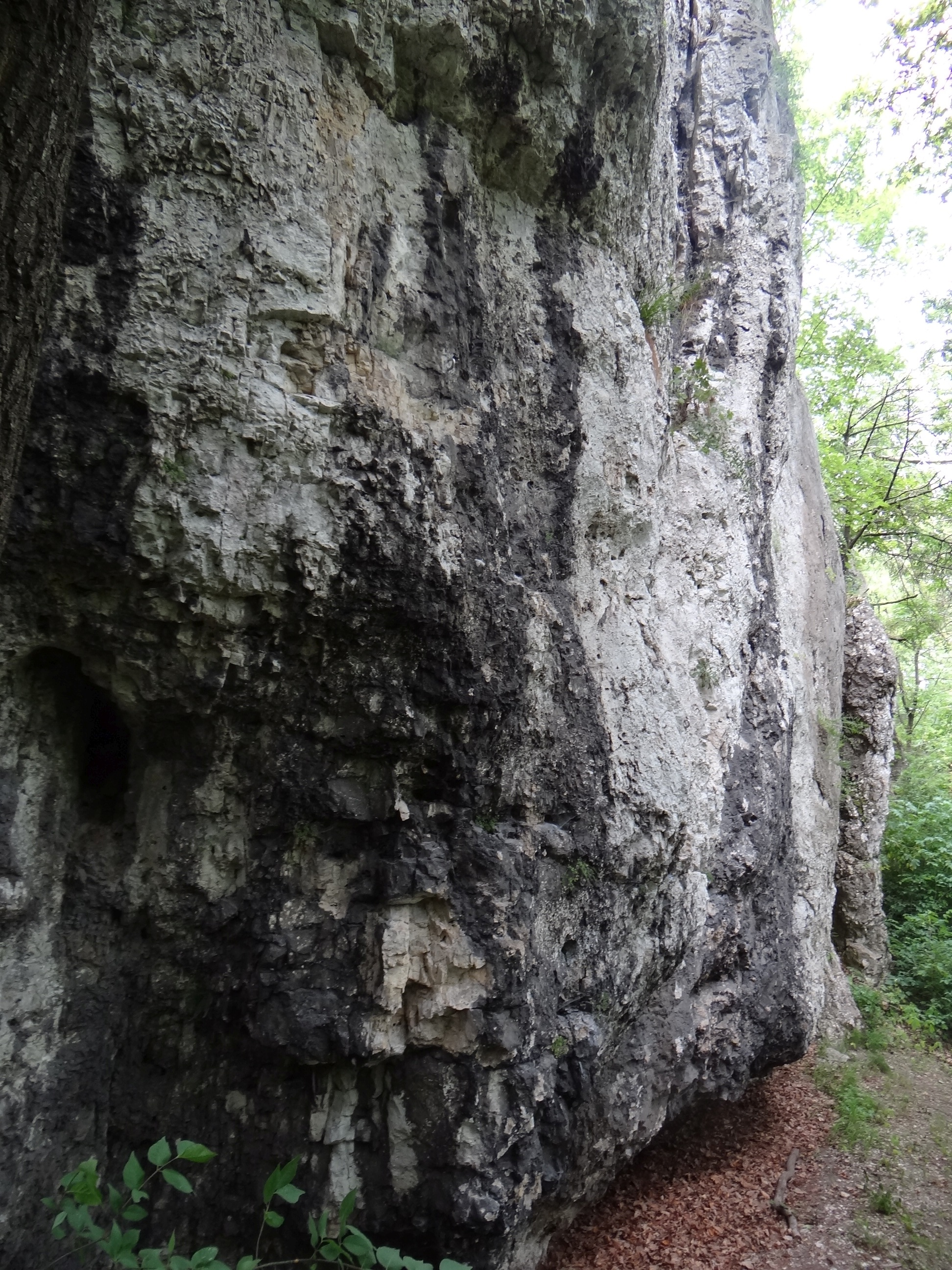
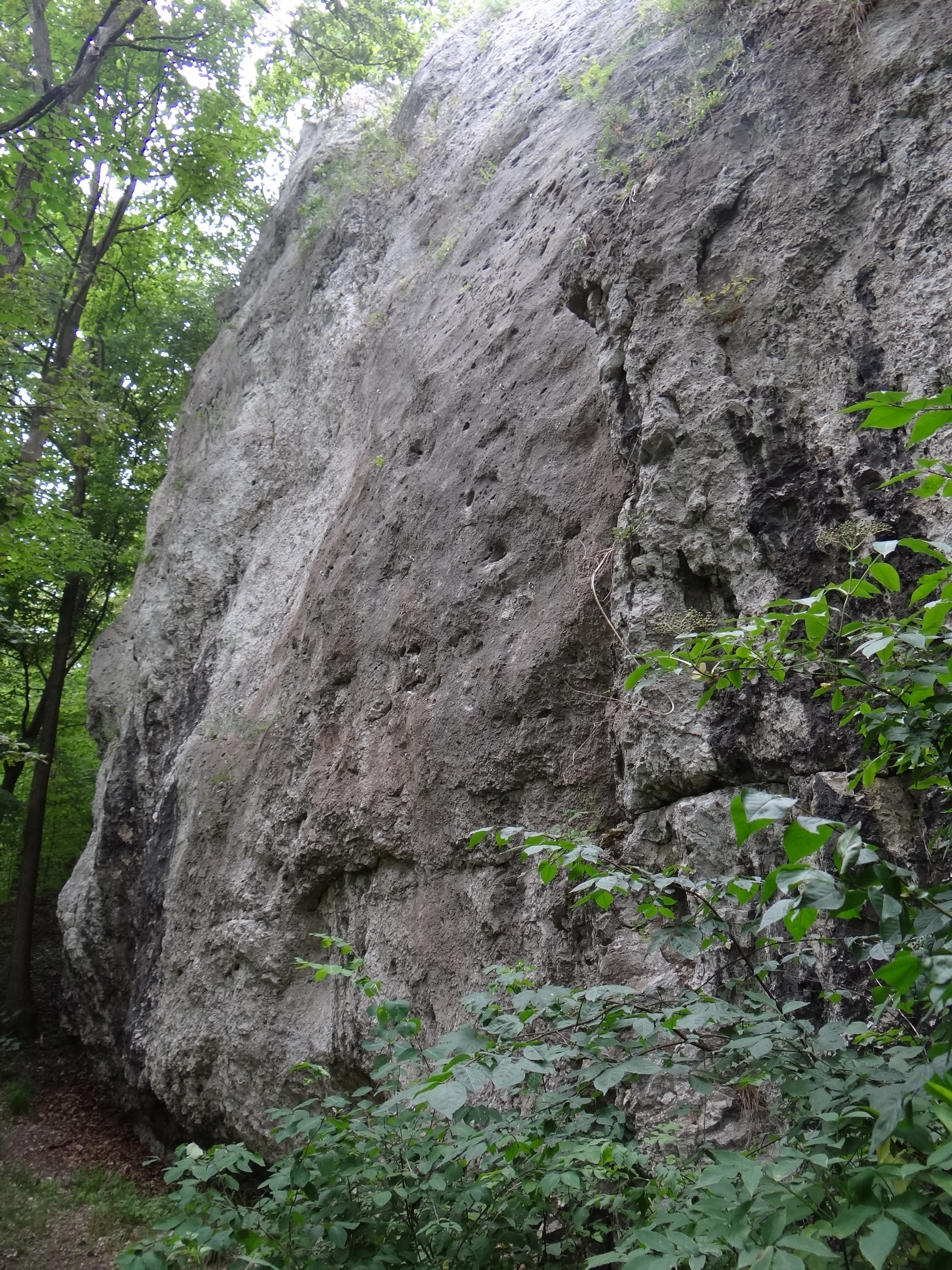

1. Bicze wodne; VI.1,
2. Prostowanie Jajkocjusza; VI.1+,
3. Jajkocjusz; VI+,
4. Kuracjusz; VI+,
5. Kogutcjusz; VI.1,
6. Wieczorny dancing; VI+,
7. Geriawitacja; VI.1,
8. Siedem boleści; VI.1+/1,
9. Rehabilly; VI+,
10. Czas podagry; VI+[3].